# Rattenkrieg

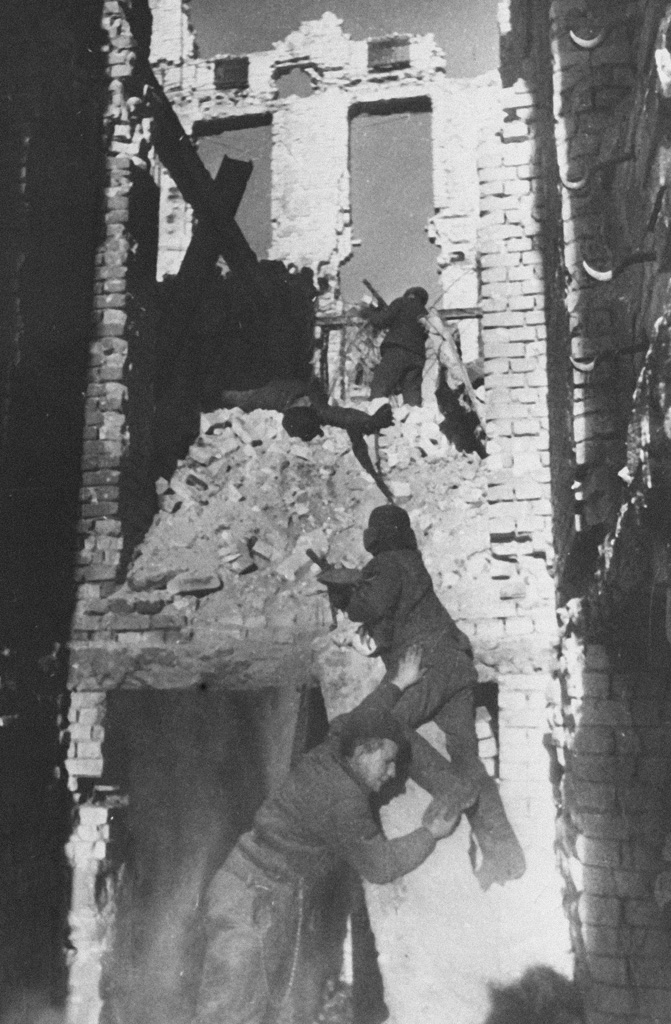
Rattenkrieg

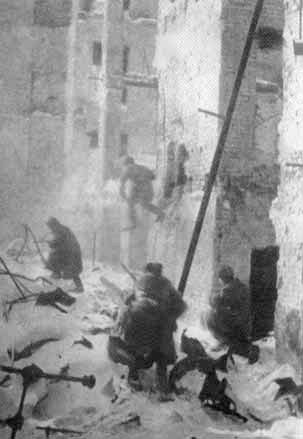
Rattenkrieg

Rattenkrieg (niem. wojna szczurów) – termin ukuty przez żołnierzy niemieckiego Wehrmachtu uczestniczących w bitwie stalingradzkiej stoczonej w czasie II wojny światowej, odnoszący się do zażartych walk miejskich, które toczyły ze sobą wojska niemieckie i radzieckie w Stalingradzie od września do listopada 1942 roku. Jego cechami charakterystycznymi były: 
- walki na krótkim dystansie,
- częsta walka wręcz,
- rozmycie linii frontu utrudniające dowodzenie,
- niezwykła intensywność walk spowodowana nagromadzeniem dużej liczby żołnierzy na niewielkim obszarze,
- konieczność walki o każdy dom, a nawet pomieszczenie,
- stale powtarzane kontrataki obu stron mające na celu odzyskanie niedawno utraconego terenu (i wynikające z tego częste przechodzenie danej pozycji z rąk do rąk, nawet kilkanaście razy w ciągu doby),
- użycie różnych rodzajów broni, w tym krótkiej, białej oraz elementów wyposażenia wojskowego nieprzewidzianych do walki, na przykład łopatek saperskich,
- nagminnie urządzane zasadzki.

Nazwę tę ukuli niemieccy żołnierze, spotykający szczury w stalingradzkich kanałach (gdzie również toczyły się regularne walki). Porównywali oni swoje emocje (nieustanne poczucie zagrożenia, dopatrywanie się wszędzie wrogich zasadzek) do zachowania szczurów uciekających przed ludźmi. Niemiecki generał Karl Strecker tak opisał Rattenkrieg: 

Wróg jest niewidoczny. Zasadzki z suteren, zza resztek murów, z niewidocznych bunkrów oraz z ruin fabryk powodują w naszych oddziałach poważne straty.

Po II wojnie światowej termin „Ratttenkrieg” jest używany również w odniesieniu do innych bitew, wojen i konfliktów zbrojnych, także współczesnych, w których zaciekłość walk można porównać ze Stalingradem.